# Бруцин
Бруцин — индольный алкалоид, содержащийся в некоторых видах стрихноса, в частности, в семенах рвотного ореха (Strychnos nux-vomica), где он содержится в количестве 1—1,5 %.
Его выделяют из природного сырья, где он содержится совместно со стрихнином. Разделение этих алкалоидов основано на различной растворимости их сульфатов и оксалатов. Бруцин входит в состав экстракта рвотного ореха, изредка применяемого как аналептическое средство. Его используют для разделения рацематов карбоновых кислот.

## Физические свойства
Молярная масса составляет 394,47 г/моль. Бесцветные кристаллы, температура плавления: 175—178 °C, (тетрагидрата — 105 °C). Оптическое вращение: −85° (спирт), — 127° (хлороформ). Растворимость: плохо растворим в воде (1:1320), растворим в этиловом спирте — 1:3, в хлороформе — 1:5, в диэтиловом эфире — 1:187.

## Физиологическое действие
Бруцин возбуждает центральную нервную систему, вызывает судороги двигательной мускулатуры конечностей, шеи и лица, которые усиливаются при действии звука и света.
По фармакологическому действию бруцин напоминает стрихнин, но менее ядовит.
Смертельная доза для человека при приеме внутрь составляет 0,1—0,3 г.

## Метаболизм
В организме основная часть бруцина подвергается метаболизму. Метаболитами бруцина являются метокси-2-окси-3-стрихнин и его изомер окси-2-метокси-З-стрихнин, которые выделяются из организма с мочой. В моче обнаруживается только небольшое количество неизменённого бруцина.